# ディアコデキシス
ディアコデキシス(Diacodexis)は、絶滅したディコブネ科の小型の草食性哺乳類の属である。5540万年前から4620万年前まで、北アメリカ、ヨーロッパ、パキスタンに生息した。

## 記載

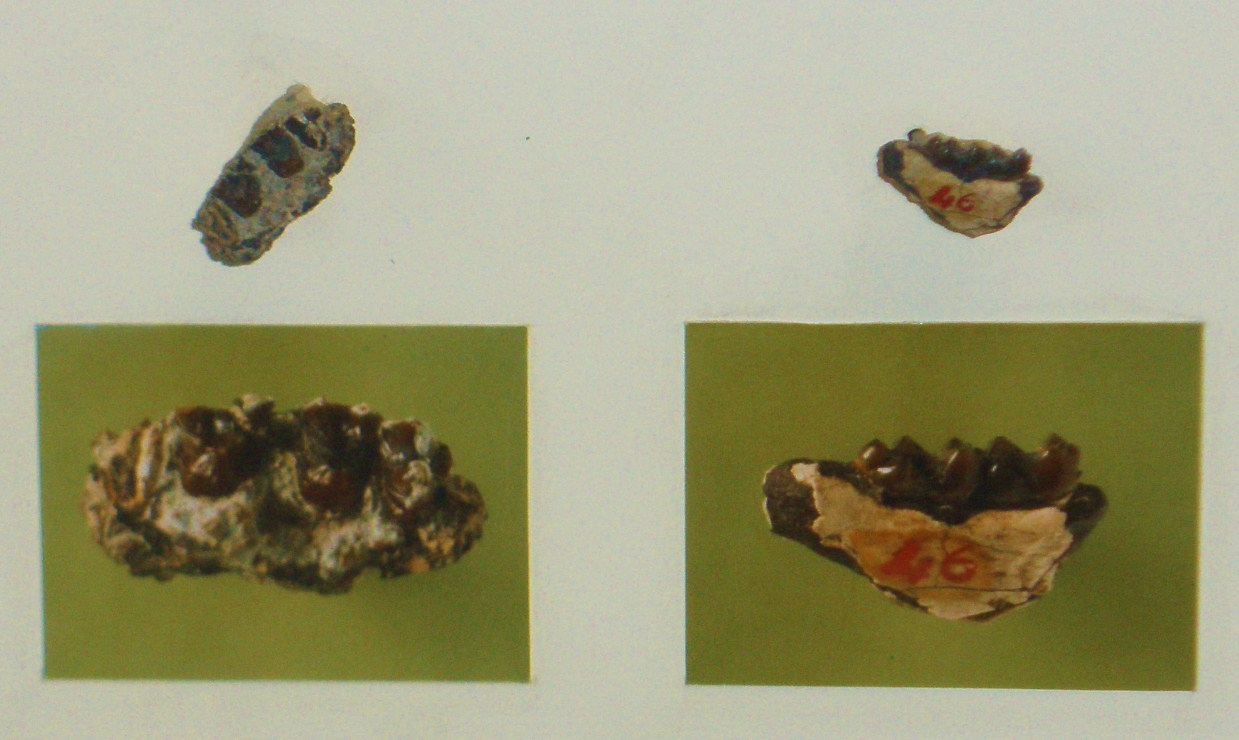
顎骨の一部

既知の偶蹄目として最古のものである。現存のダイカー亜科に似て、体長は約50cmだが、尾はずっと長い。後世の多くの偶蹄目とは異なり、未だ各々の足に5本の足指を持っていたが、3番目と4番目の足指は既に伸長していた。また、各々の足指に小さな蹄があった。歯からは、葉や柔らかい芽、果実等を食べていたことが示唆される。
その長い脚から、走るのは速く、かなり長い距離をジャンプできたと考えられている。

## 形態
Legendre & Roth 1988により、4つの個体の化石標本が調査されている。
- 標本1：3.22 kg
- 標本2：2.89 kg
- 標本3：2.62 kg
- 標本4：2.24 kg

## 化石の分布
広く分布し、化石はパキスタン、ヨーロッパ、北アメリカから見つかっている。

### 関連文献
- Legendre, S.; Roth, C. (1988). “Correlation of carnassial tooth size and body weight in recent carnivores (Mammalia)”. Historical Biology 1 (1):  85–98. doi:10.1080/08912968809386468.
- Palmer, D. (1999). The Marshall Illustrated Encyclopedia of Dinosaurs and Prehistoric Animals. London: Marshall Editions. ISBN 1-84028-152-9